# Quality Leadership University Panama

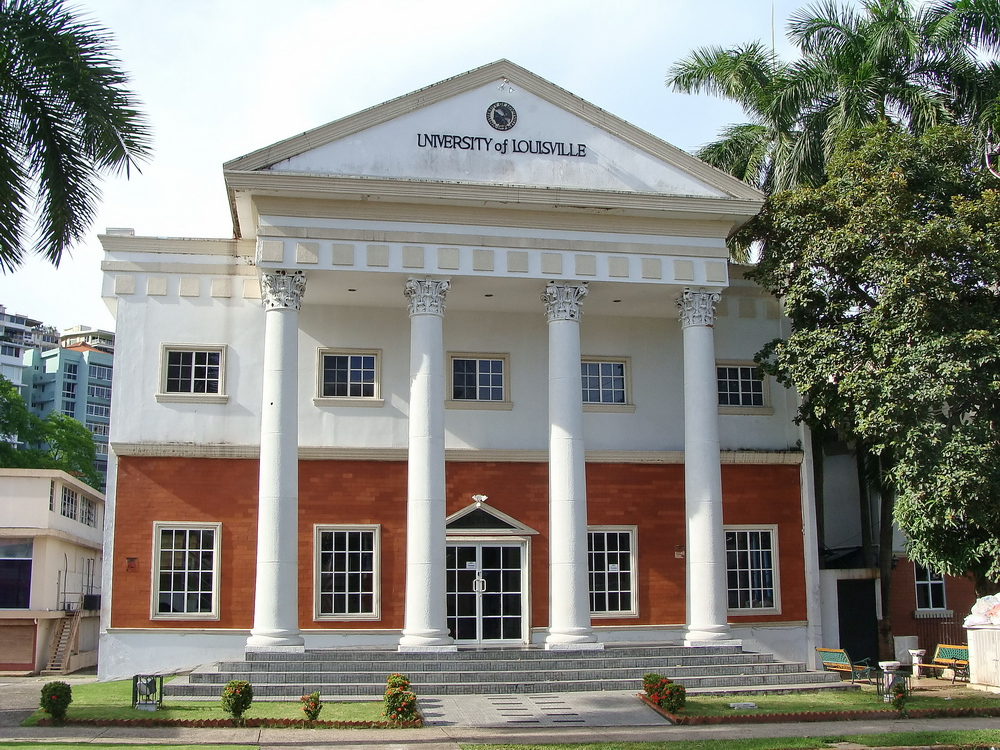
Universidad de Louiville en la Ciudad de Panamá.

Quality Leadership University (QLU) es una universidad privada fundada en la Ciudad de Panamá, República de Panamá, el día 18 de febrero de 1997 y autorizada para operar en Panamá mediante Decreto Ejecutivo. Está ubicada en Calle 45 y Vía España, en Ciudad de Panamá. Está acreditada por el Consejo Nacional de Evaluación y Acreditación Universitaria de Panamá (CONEAUPA) y sus programas aprobados por la Comisión Técnica de Fiscalización de Panamá.
Fue fundada por Óscar León Oliva, y desde entonces ha formado a más de 1.500 profesionales panameños en programas de licenciaturas y maestrías.

## Página Web
- http://qlu.ac.pa/

- Datos: Q15813240